# 岡田晃 (外交官)
岡田晃（1918年1月5日—2017年2月6日）是一名日本外交官、政治人物和作家。

## 人物簡歷
出身於北海道美唄市，父親為立憲民政党所屬衆議院議員岡田春夫一世，兄長為日本社會黨所屬的衆議院議員・衆議院副議長岡田春夫二世。他曾先後就讀旧制岩見澤中学校、東亞同文書院，1942年畢業於東北帝国大学法文学部，之後進入外務省工作，駐守中華民国。
由於長期接觸中国，因此能操流利國語，並且在中華人民共和国成立後積極推動關係正常化。他在回想錄『水鳥外交秘話』 中有記述1972年尼克松访华時候在香港目睹的情況。曾經擔任外務省中国課長、亞洲局外務参事、欧亞局外務參事、駐香港總領事、駐保加利亞特命全權大使、駐瑞士特命全權大使，於1983年退休。

## 著書
- 『水鳥外交秘話』（中央公論社、1983年）
- 『香港――過去・未来・現在』（岩波書店［岩波新書］、1985年）

1. ↑  .   [2022-01-12]. （原始内容存档于2022-01-12）.